# Persische Miniaturmalerei

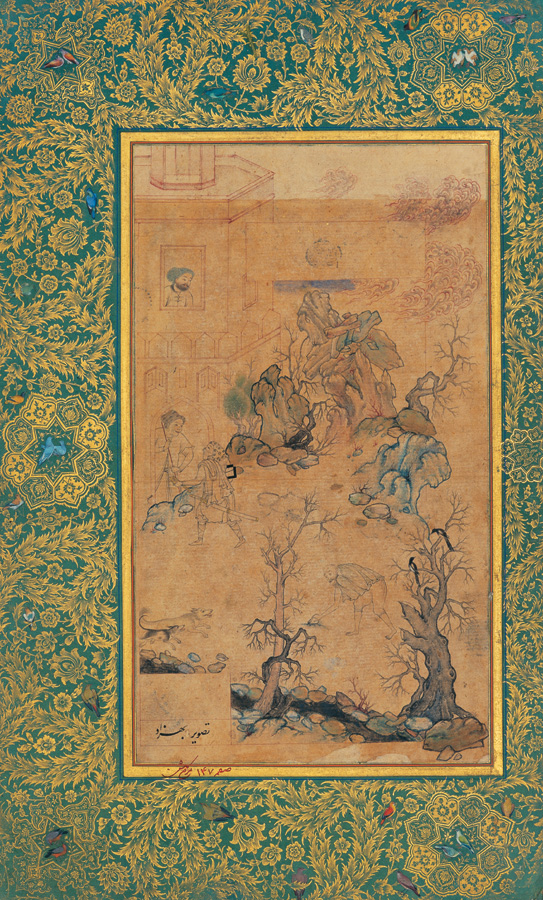
Behzad Moraqqa-e Golschan

Die Themenbereiche der persischen Kunst und damit auch der persischen Miniaturmalerei beziehen sich meist auf die persische Mythologie und Dichtung. Persische Miniaturmalerei verwendet klare geometrische Formen und kraftvolle Farben. Die Verlockung der persischen Miniaturen liegt in der fesselnden Komplexität und der überraschenden Art, wie große Fragen der Natur der Künste angesprochen werden, und der Wahrnehmung der Meisterwerke persischer Miniaturen.
Es ist schwer, die Ursprünge der Kunst der Miniaturmalerei zu verfolgen. Jedoch ist bekannt, dass sie ihren Höhepunkt hauptsächlich während der Herrschaft der Mongolen und Timuriden (13.–16. Jhd.), mit der Schule von Isfahan hineinreichend in die Herrschaftszeit der Safawiden, erreichte. Mongolische Herrscher Irans führten chinesische Malerei ein. Papier erreichte Iran von China aus bereits im Jahre 753. Aus diesen Entwicklungen ist der starke chinesische Einfluss offensichtlich.
Die persische Miniaturmalerei wurde im 16. Jahrhundert vom zeitweise im persischen Exil lebenden Mogulkaiser Humayun nach Indien gebracht, wo sich mit der Mogulmalerei eine ähnliche Schule entwickelte. Westliche Künstler entdeckten sie zu Beginn des 20. Jahrhunderts.

## Geschichte
Die wichtigste Funktion der Miniaturen war die Illustration. Sie gaben den Geschichten der persischen Literatur ein Gesicht, so dass man die Handlung leichter verstehen konnte. Miniaturen wurden als künstlerische Ergänzung der Poesie geschaffen und haben damit einen tiefen Zusammenhang mit der Dichtung.
Während der letzten zehn Jahrhunderte wurden viele große Werke persischer Literatur geschaffen, die Künstler bis heute inspirieren. Am Ende des zehnten Jahrhunderts schuf Firdausi sein unsterbliches Lebenswerk, das Schāhnāme. Dieses Epos beschreibt als Buch der Könige die Geschichte Irans in über 55.000 Doppelversen bis zum Niedergang Irans durch den Arabersturm im siebten Jahrhundert. Im zwölften Jahrhundert dichtete Nezami sein Liebesepos Chamsa, welches auf Grund seiner Popularität oft kopiert wurde.

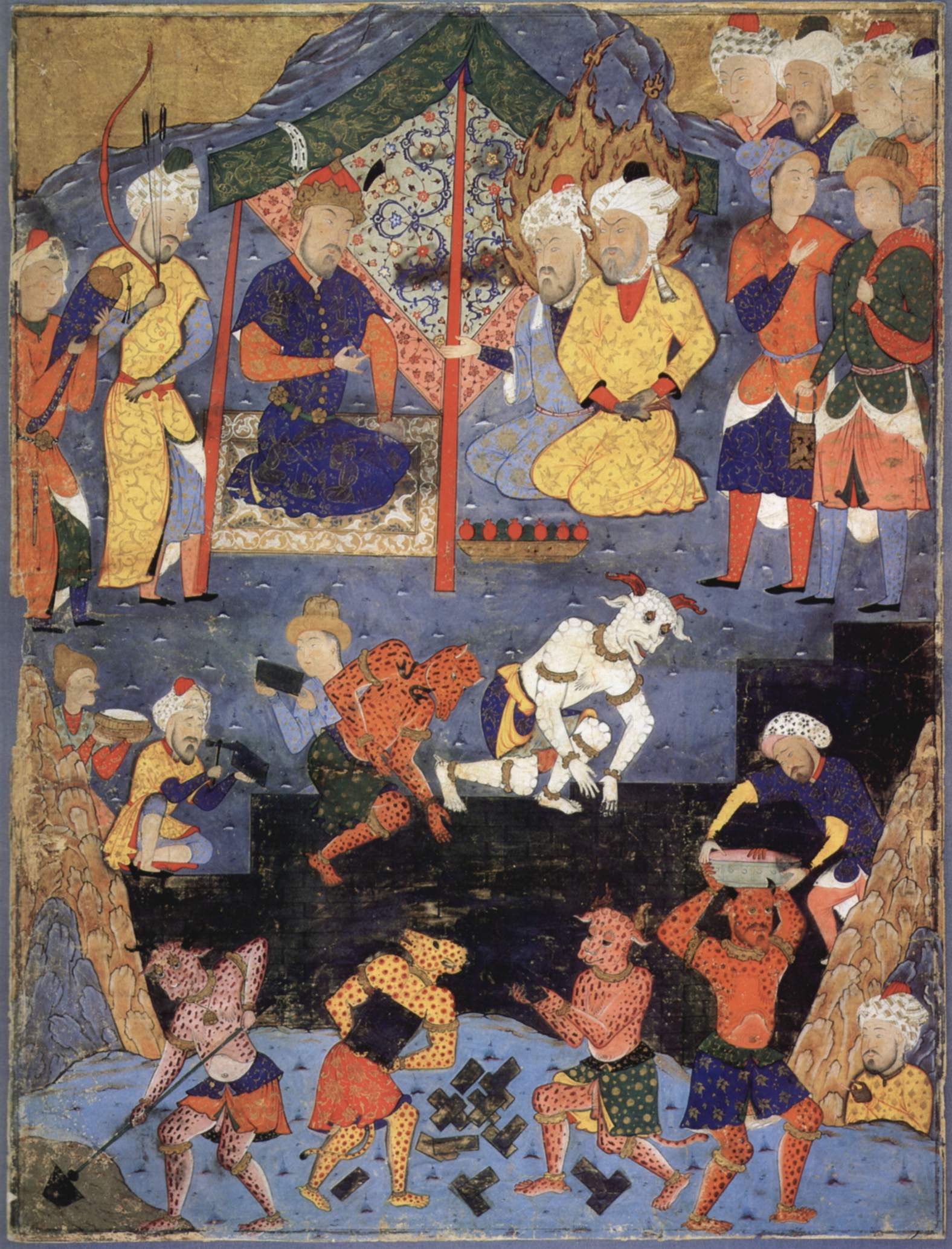
Dhū l-Qarnain baut eine Mauer gegen Gog und Magog (16. Jh.)

Das 13. Jahrhundert prägte Saadi, Autor der berühmten Werke Bustan und Golestan. Letzteres ist eine Sammlung moralischer und unterhaltsamer Anekdoten und Sprichwörter, die in elegantem Prosastil mit eingestreuten Versen verfasst sind. Das Lehrgedicht Bustan wird für ein Meisterwerk persischer Literatur gehalten. Im 14. Jahrhundert entstanden die Werke von Amir Chosro Dehlawi, Chadschu Kermani, Hafis und Kamal Chodschandi. Während des 15. Jahrhunderts wirkten die facettenreichen Werke des Dichters Dschami.
Dieser Reichtum an inspirierender Literatur gab die Möglichkeit, dass viele wichtige Miniaturschulen gegründet werden konnten. Jede von ihnen hatte ihren eigenen Stil, wodurch eine große darstellerische Mannigfaltigkeit entstand. Diese Schulen waren es, die glänzende Errungenschaften in der Entwicklung der Malerei im iranischen Kulturraum hervorbrachten. Drei der einflussreichsten Schulen waren die in Schiras, Tabris und Herat.
Im 13. und 14. Jahrhundert wurde Schiras, die Hauptstadt der Provinz Fars, Zentrum eines neuen Aufstiegs des kulturellen Lebens. Zu jener Zeit lebten Saadi, Kermani und Hafis. Die Dichtkunst blühte und mit ihr die Miniaturmalerei. Eines der wichtigsten Werke für Maler war das Schāhnāme, und in Schiras gab es zahlreiche Künstler, die sich diesem Thema widmeten. In den Schiras-Miniaturen des 14. Jahrhunderts war ein symmetrischer Aufbau vorherrschend, die meisten Teile der eher monotonen Kompositionen wirkten ähnlich wie Friese. Dennoch hatte die Schiras-Schule großen Einfluss im Iran, und gegen Ende des 15. Jahrhunderts wurden Miniaturen höchster Qualität produziert. Die Bilder für Nezamis Chamseh dienen als Beispiel für die Schiraser Kunstfertigkeit.
Am Ende des 13. Jahrhunderts wurde die Tabriser Kunstschule gegründet. Frühe künstlerische Errungenschaften der Tabriser Schule unterschieden sich von denen aus Schiras insofern, als deren Illustrationen dazu neigten, den fernöstlichen und den armeno-byzantinischen Malstil zu kombinieren. Dieser neuere Einfluss kann durch die geographische Lage von Tabris erklärt werden, denn die Stadt liegt nahe an der Grenze zu Armenien. Außerdem waren die Mongolen in Tabris stark vertreten.
Engere Beziehungen zwischen den unterschiedlichen Kunstrichtungen Schiras und Tabris erwuchsen zu Beginn des 15. Jahrhunderts. Diese Zeit ist eng mit der großen Auswanderung der Maler verbunden, die von den Feldzügen Timurs gegen Bagdad und Tabris ausgelöst wurden. Viele Künstler wurden nach Samarkand, der Hauptstadt der Eroberer gebracht oder auch an den Hof seines Enkels Iskandar Sultan, dem Herrscher von Schiras. Diese Begebenheiten ließen verstärkt traditionelle Bildnisse entstehen, die jedoch mit neuen Ideen verbunden wurden.

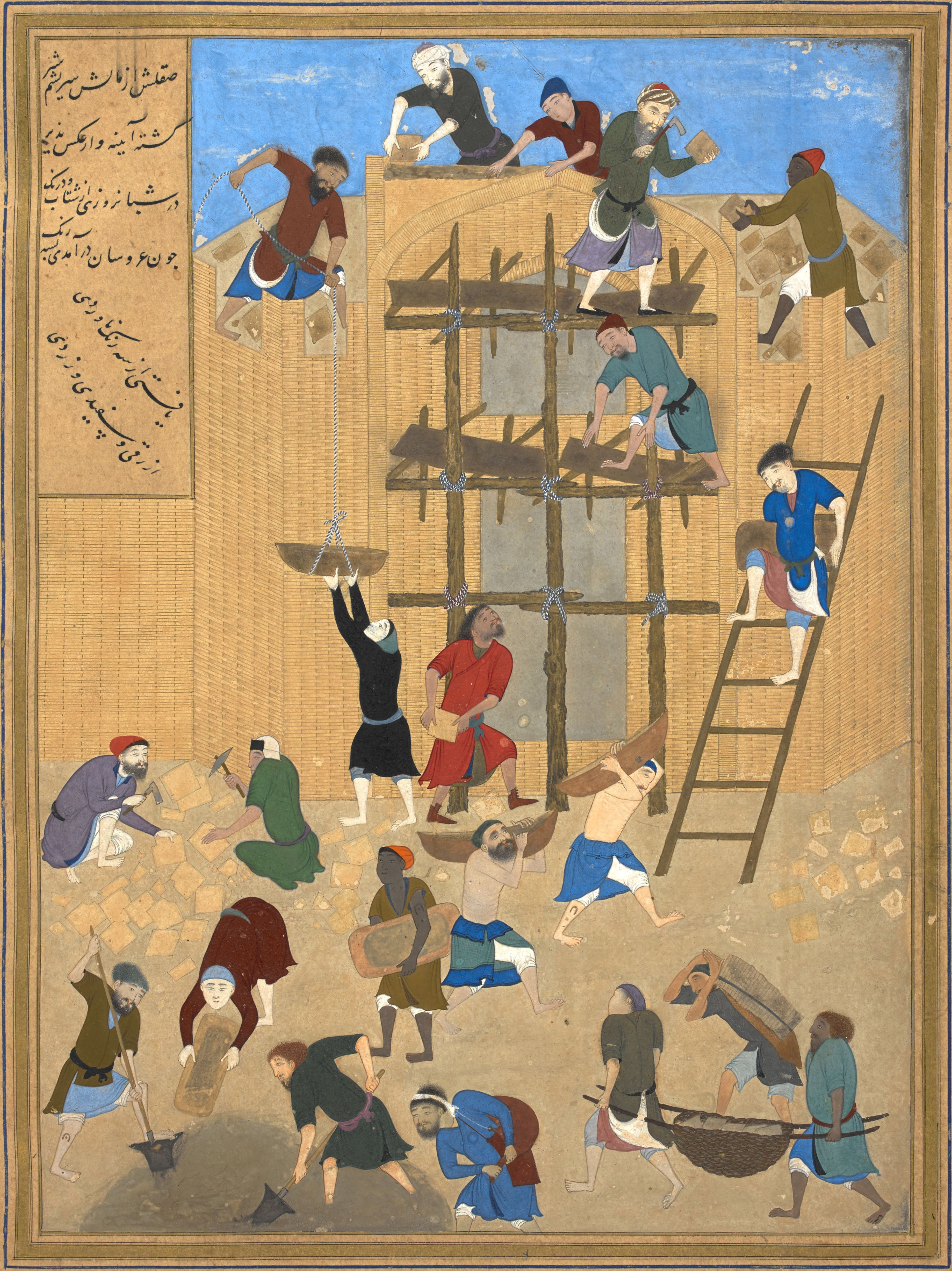
Bau des Palasts Chawarnaq. Miniatur von Behzād

Im 16. Jahrhundert war im iranischen Kulturraum die Dichtkunst Dschamis äußerst populär und lieferte der Malkunst neue Motive. Dies markiert den Startpunkt großer Entwicklungen in den verschiedenen Kunstschulen Irans. Tabriser Miniaturenkünstler dieser Periode zeigten sich fähig, eine vollständige Illusion einzelner Szenen oder Landschaften auf begrenzten Raum zu malen. Bekanntes Beispiel ist die Zeichnung eines Palastes mit Garten. Die Liebe zum Detail ging so weit, dass auch die Einrichtung des Palastes auf diesem Bild zu sehen sind.
Architektur und Landschaften konnten von nun an in die Bildkompositionen eingearbeitet werden. Die Figuren der Bildnisse waren nicht mehr statisch, sondern wurden in einer natürlicheren Art abgebildet.
In der ersten Hälfte des 15. Jahrhunderts wurde eine Kunstschule in Herat gegründet. Die führenden Künstler der Schulen in Tabris und Schiras zogen nach Herat. In den ersten Herater Miniaturen wurden die Figuren der Miniaturen immer kunstvoller und akkurater. Durch diese Verbesserungen konnten immer komplexere Figurenkonstellationen realisiert werden, was sich besonders in den Porträts zeigt.
Einer der bekanntesten und einflussreichsten Maler der Herater Schule war Behzād, dessen Kunst stark von den Werken der Poeten Dschami und Navau beeinflusst war. Seine Werke konzentrierten sich auf das Porträtieren, jedoch waren nicht nur Menschen im Fokus, sondern auch das, was Menschen im alltäglichen Leben umgibt. Behsads Malerei brachte Miniaturen zu wirklichen Ruhm. Er teilte den Ruf der Herater Schule mit anderen außergewöhnlichen Miniaturmalern dieser Zeit: Seinem Lehrer, dem Hofmaler Mirak Nakkasch, Kasim Ali, Chwadscha Mohammad Nakkasch und Schah Musaffar.
Die Themenvielfalt der Miniaturen ging im Laufe der Zeit zurück. Im 17. Jahrhundert gab es hauptsächlich Liebesszenen und Porträts. Im 18. Jahrhundert entstand ein neues Genre, das Blumen und Vögel darstellte.
Im 20. Jahrhundert kam es zu einer Neubelebung der persischen Miniaturmalerei. Wurden bis zu diesem Zeitpunkt weitgehend Reproduktionen von alten Vorlagen angefertigt, so entwickelte Hossein Behzad einen völlig neuen, an die europäische Malerei angelehnten Stil. In Europa wurde Hossein Behzad durch seine 1915 als Auftragsarbeit entstandenen Illustrationen zu Nezamis Ḵamsa bekannt. 1918 unternahm er seine erste Europareise. 1935 reiste er für dreizehn Monate nach Paris, um die in den Sammlungen persischen Handschriften vorhandenen Miniaturen zu studieren. Nach seiner Rückkehr im Jahr 1936 begann er mit den Illustrationen zu Omar Chayyāms Robāʿīyāt in einem von ihm entwickelten eigenen Stil.

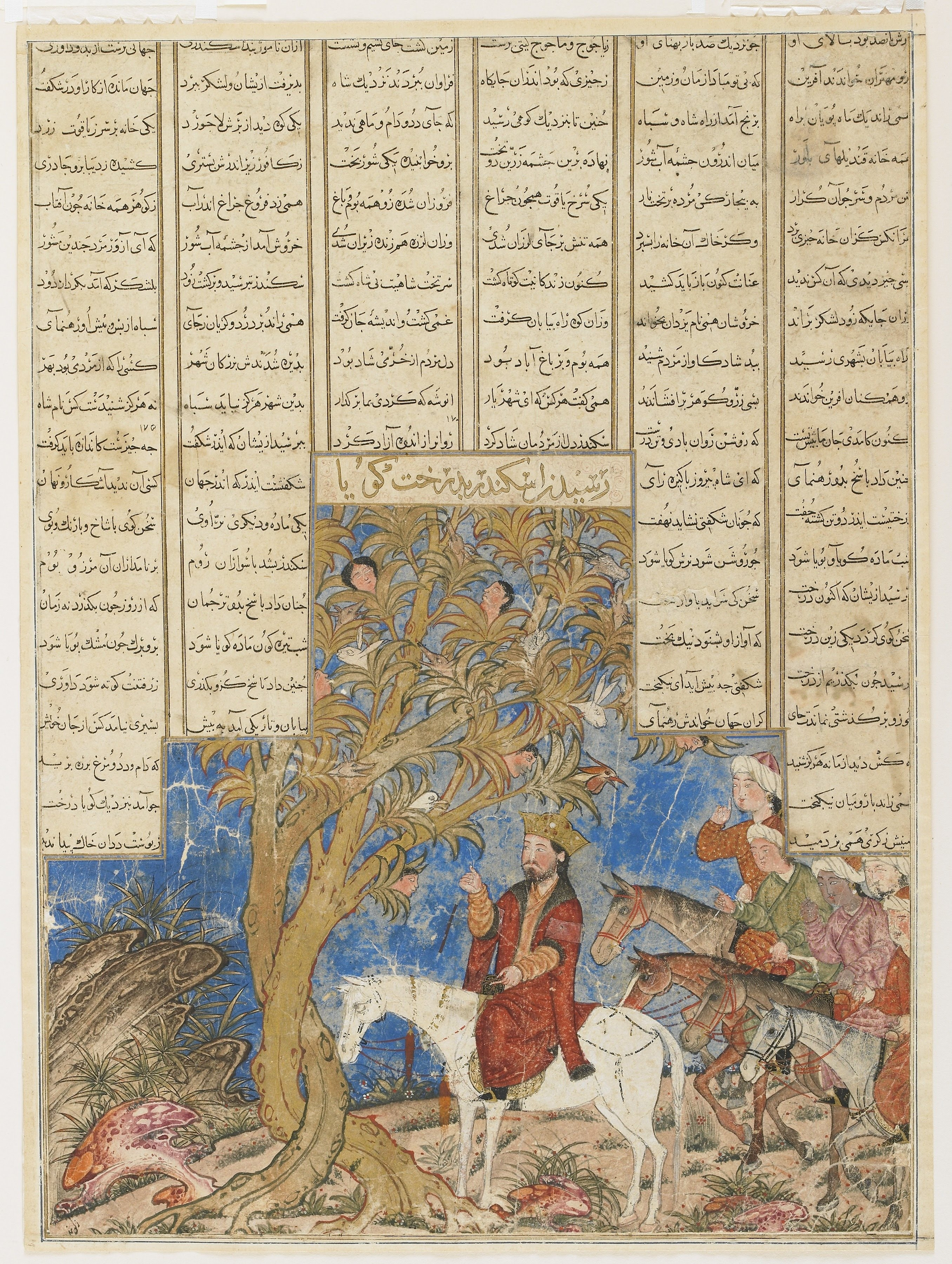
Alexander am „sprechenden Baum“, aus einem Manuskript zum Schāhnāme, ca. 1330–1340
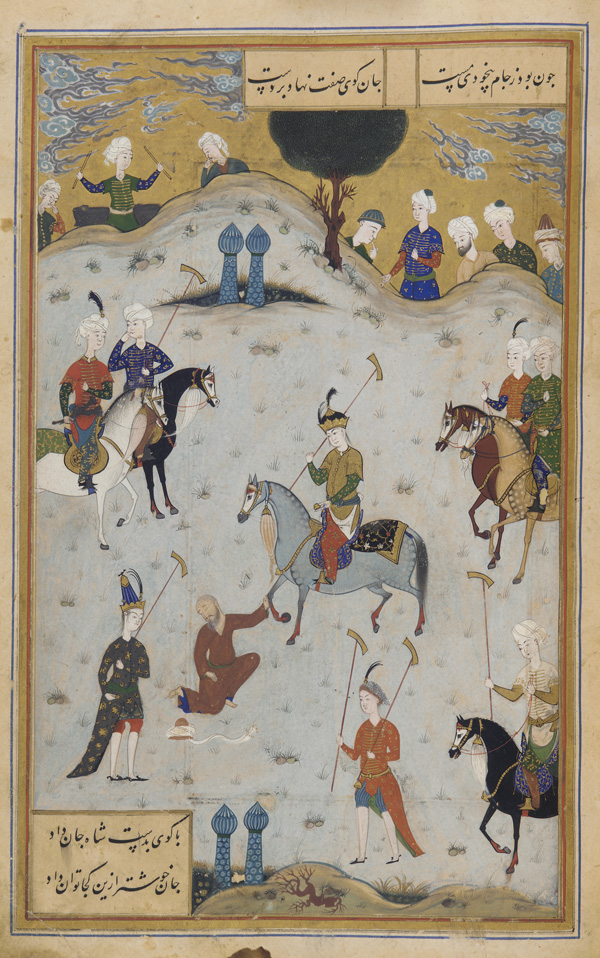
Polospiel, Szene aus Gōy u Tschhaugān, entstanden ca. 1546 unter Schah Mahmud, Täbris
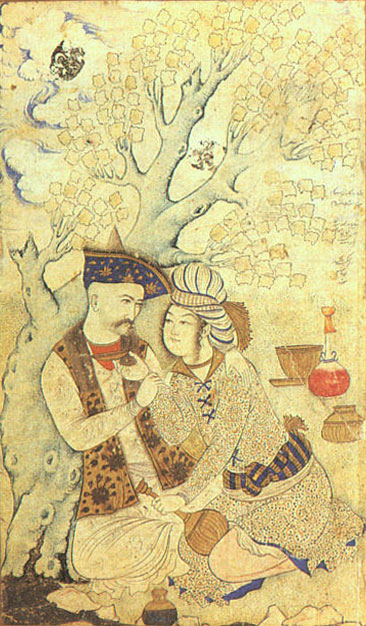
Schah Abbas I. und ein Weinjunge, Reza Abbasi, Isfahan, 1627 (Louvre)
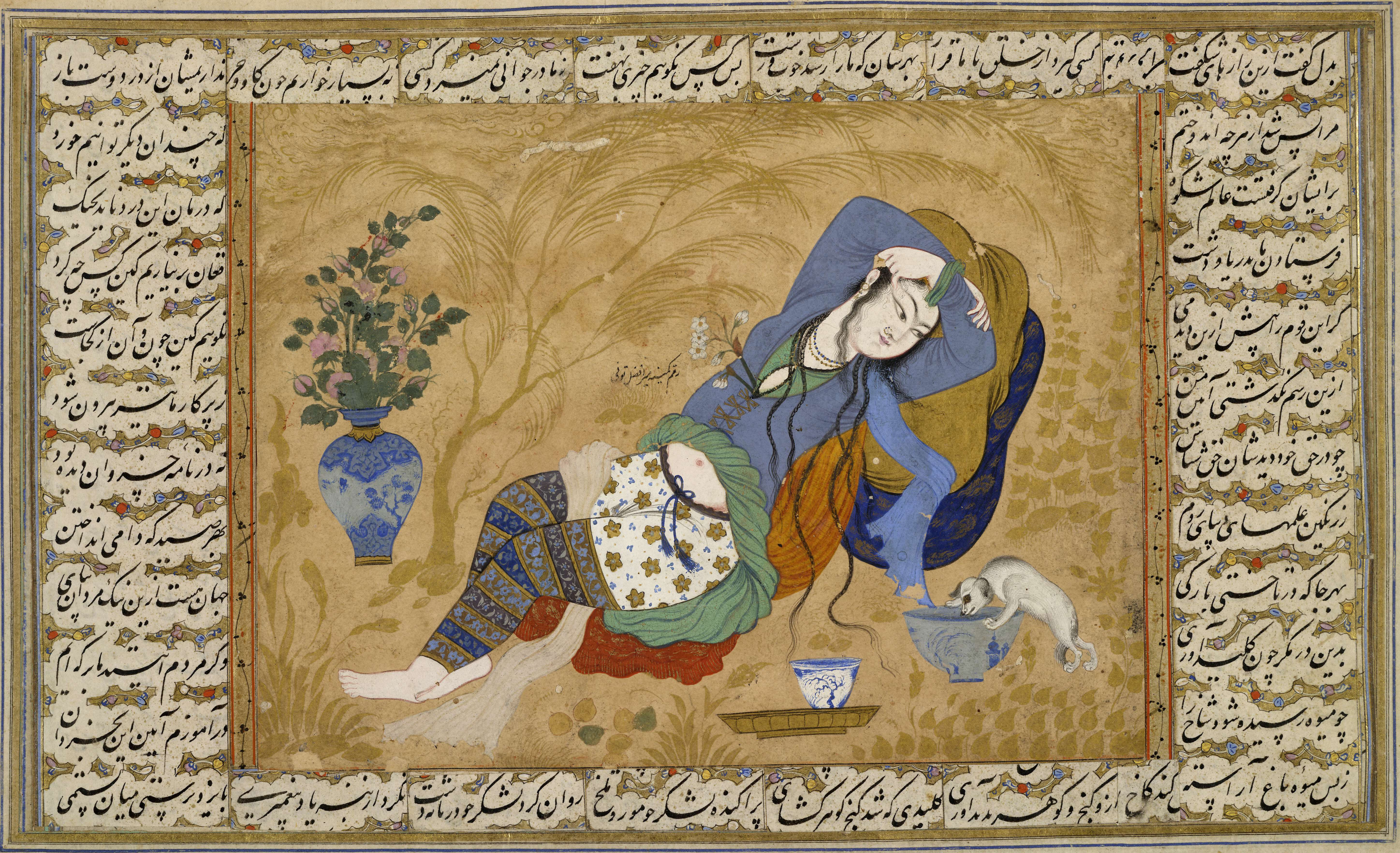
Bildnis einer Dame, 1640 (British Museum)
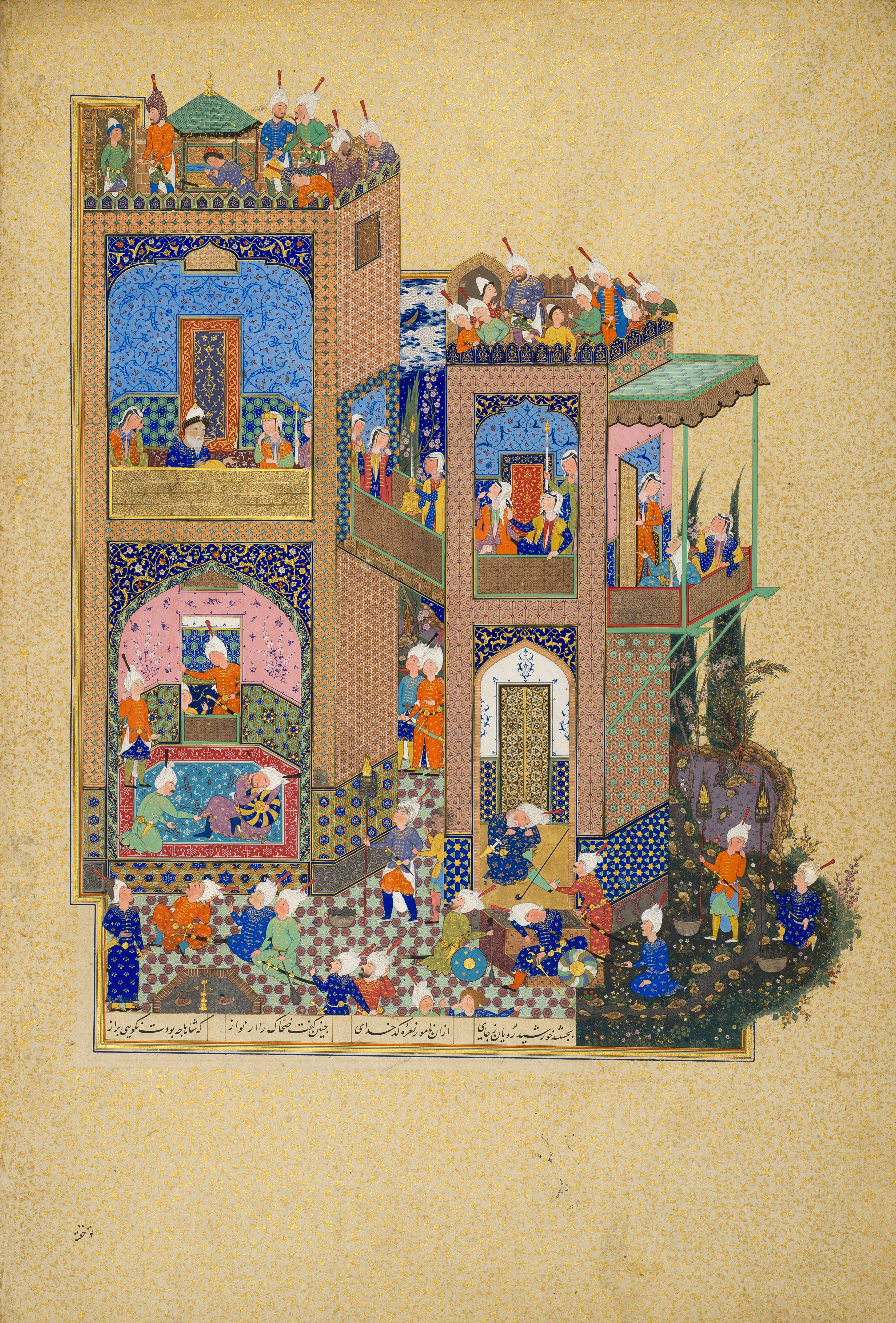
Die Geschichte von Zahhak, Mīr Musawwir, 1525–1535 (Museum für Islamische Kunst in Doha)
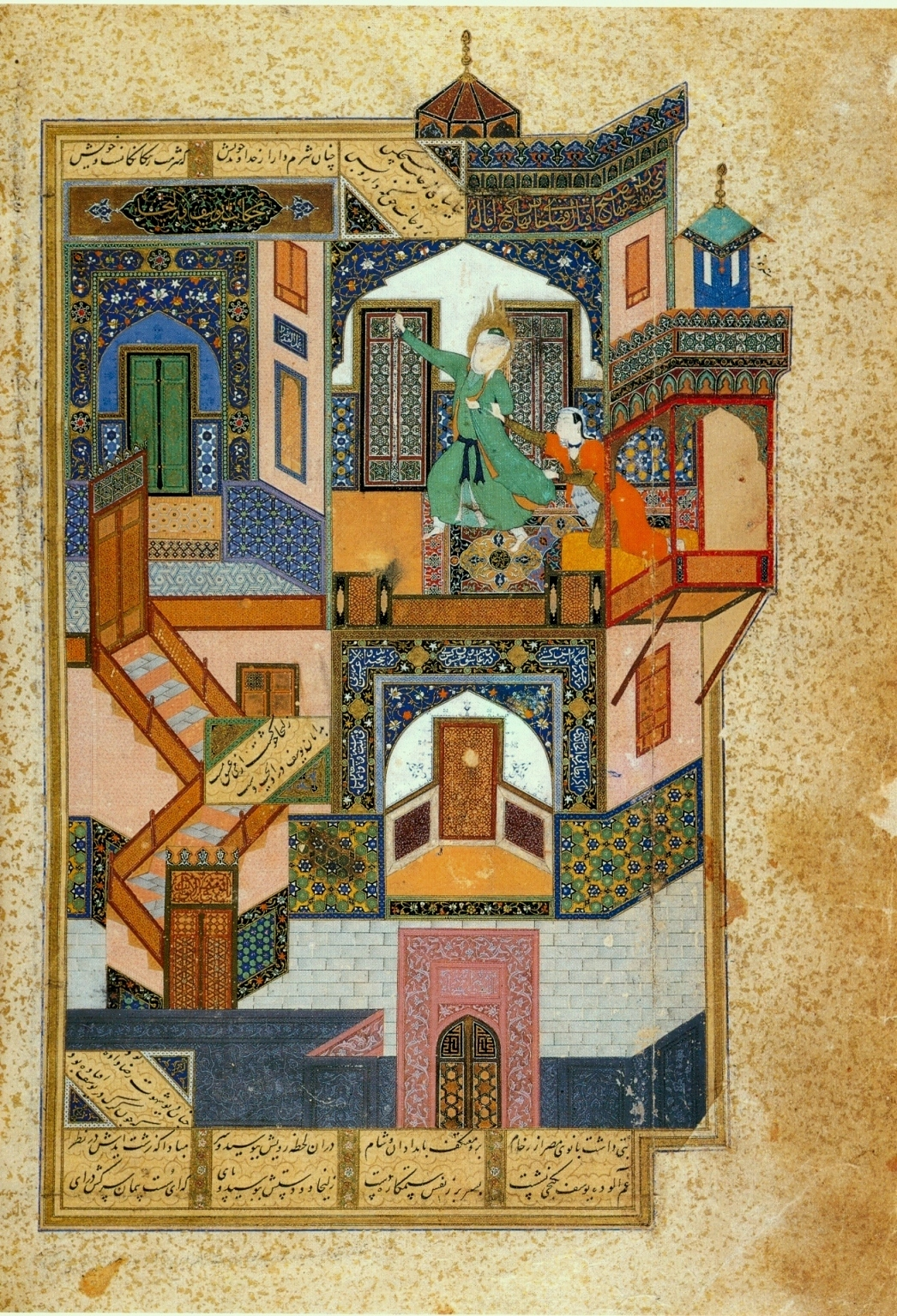
Yūsuf und Zulaychā, Behzād, 1488
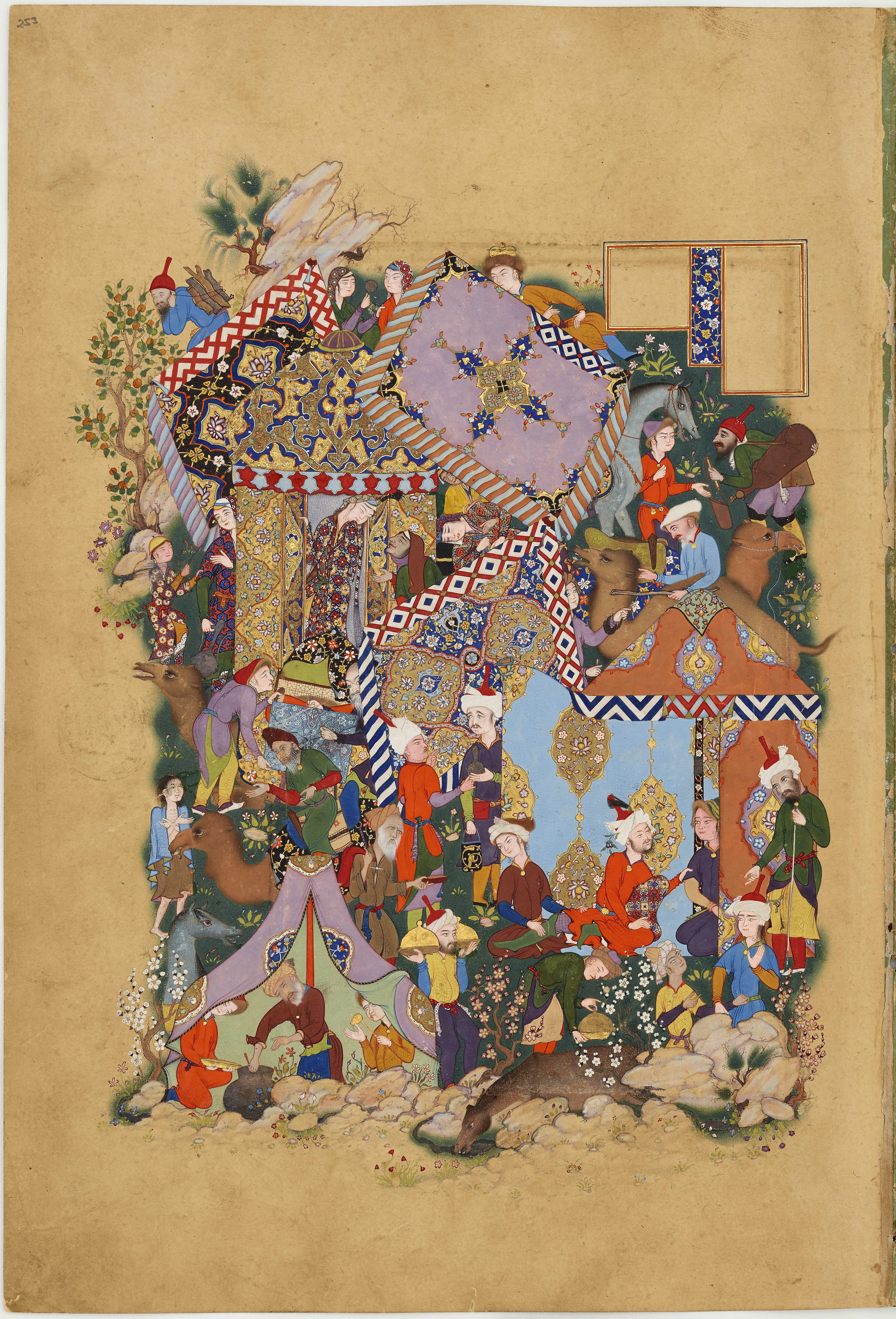
1556, aus einem Manuskript zum Haft Aurang Dschāmis
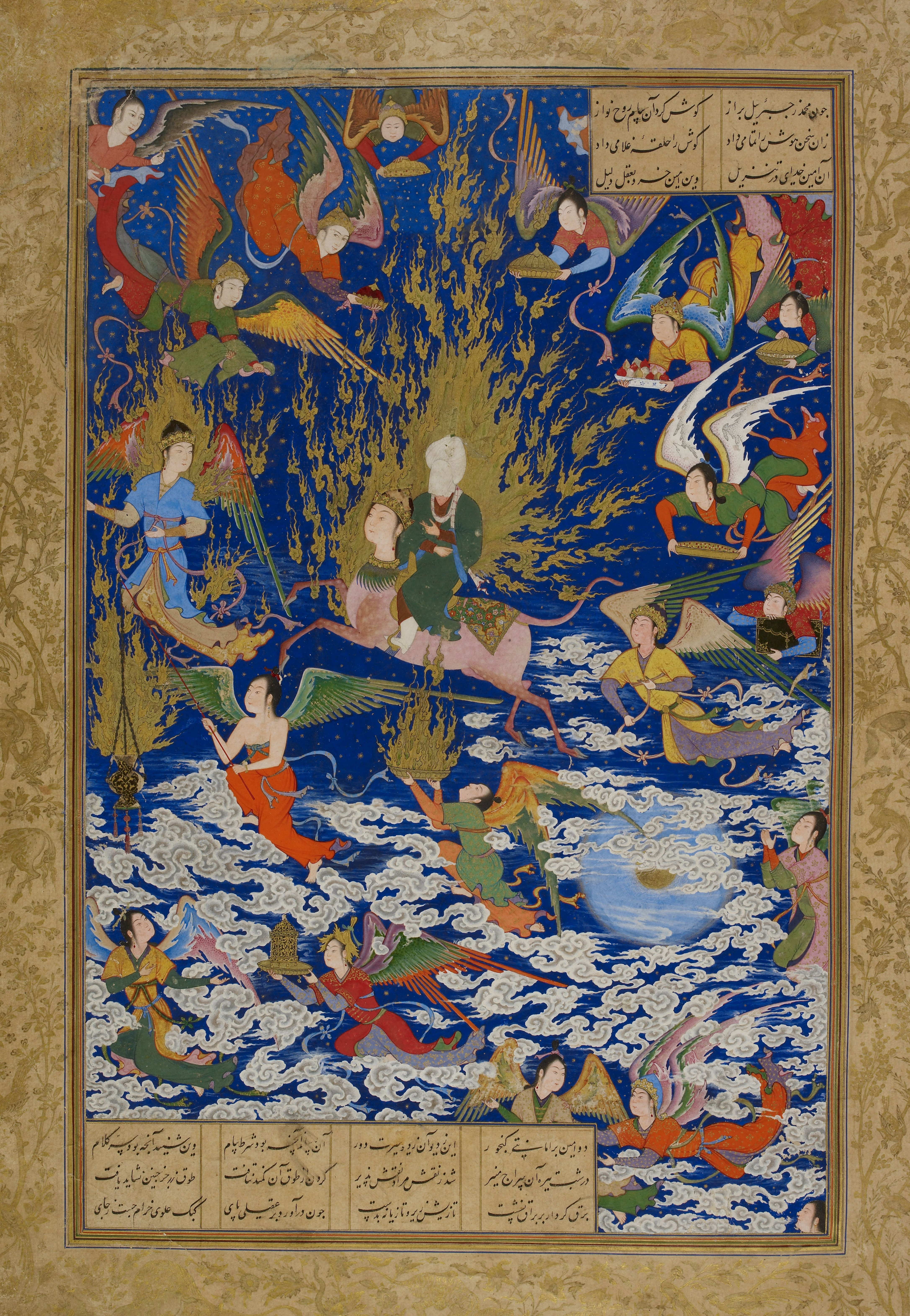
Himmelfahrt Mohammeds, Sultan Muhammad, 1539–1543, Täbris